# Крэчун
Крэчун (рум. Crăciun) — село в Кантемирском районе Молдавии. Наряду с сёлами Лингура и Поповка входит в состав коммуны Лингура.

## География
Село расположено на высоте 191 метров над уровнем моря.

## Население
По данным переписи населения 2004 года, в селе Крэчун проживает 322 человека (172 мужчины, 150 женщин).
Этнический состав села:
| Национальность | Число жителей | Процентный состав |
| -------------- | ------------- | ----------------- |
| молдаване      | 321           | 99,69             |
| румыны         | 1             | 0,31              |
| Всего          | 322           | 100 %             |

## Описание села
По информации местных жителей, село было основано около 1900 года.
В селе находится магазин и детский сад, который посещают 27 детей.